# Erotická asfyxie
Jako erotická asfyxie či erotická asfyxiofilie, někdy se též používá český název koczwarismus, se označuje záměrné zamezení přívodu vzduchu do plic a krve do mozku. Pomocí škrcení či dušení dochází ke zvýšení sexuálního vzrušení a prožitku masturbace a orgasmu, a to buď v páru, kdy se jedná o takzvanou breath control play praktiku, či samostatně, kdy se hovoří o autoerotické asfyxii (AEA). Při autoerotické asfyxii si „jedinec dušení a škrcení přivodí sám za použití různých zařízení nebo prostě nasazením igelitového pytle či latexové kukly bez otvorů na hlavu.“

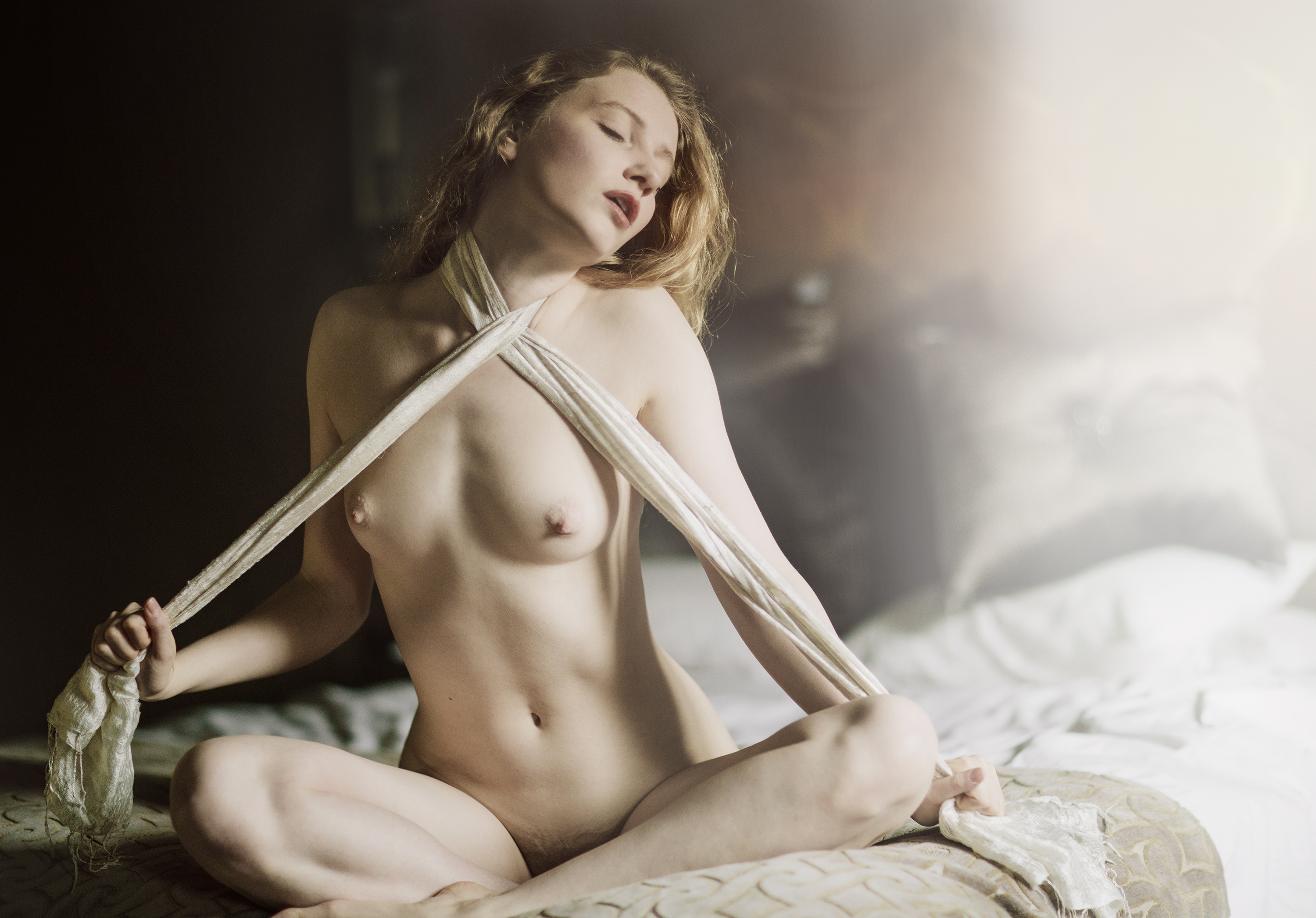
Autoerotická asfyxie

Tato sexuální praktika je mimořádně nebezpečná, protože při ní může dojít k poškození mozku či reflexivní zástavě srdce (tlakem na baroreceptory krkavic vyvolaná vagotonie). Ještě nebezpečnější je autoerotická asfyxie, během níž může dotyčný ztratit vědomí a udusit se. Záliba v této praktice, označovaná jako asfyxiofilie, je americkým Diagnostickým a statistickým manuálem mentálních poruch klasifikována jako parafilie (úchylka).
Mezi slavné oběti této praktiky patří například hudební skladatel František Kočvara (Kotzwara), hudebník Michael Hutchence, násilník John Brennan Crutchley či herec David Carradine.

## Historie
Erotická asfyxie není novou praktikou. To, že při nedostatku vzduchu dochází k erekci či dokonce k ejakulaci, si lidé mohli všimnout u oběšených. Též příslušníci mayské civilizace měli znát mechanismus, kdy při regulaci příjmu vzduchu dochází k zvýšení sexuálního prožitku. Jako sexuální praktika se pak erotická asfyxie objevuje v knize Justina od Markýze de Sade.

## Mechanismus účinku
Při erotické asfyxii je zneužíván změněný stav vědomí, blízký tomu, který přináší prožitek blízké smrti (Near to Death Experience, NDE). Tento změněný stav vědomí je vedlejším účinkem primárně neuroprotektivního mechanismu, který chrání mozkové buňky, neurony, před poškozením v případech akutní hypoxie (nedostatku kyslíku) a hyperkapnie (přebytku oxidu uhličitého). Asfyxií navozený změněný stav vědomí je blízký prožitku intoxikace ketaminem či PCP, vyvolán je synergickým působením α-endopsychosinu, anandamidu, noladinetheru, endorfinu, případně i látek dalších. Kyslíkový deficit je pravidelně spojen s hyperkapnií - zvýšeným obsahem oxidu uhličitého v krvi. I zde nastává výrazný psychotropní efekt. Už v padesátých letech dvacátého století L. J. Meduna, český psychiatr na americké univerzitě v Illinois, podával svým pokusným pacientům směsi kyslíku a kysličníku (oxidu) uhličitého v různém poměru. Vyvolával tak u nich pravidelně pocit lásky všehomíra, dále sugestivního přesvědčení chápání všeho, pocity souznění a extáze.
Asfyxií změněné stavy vědomí, navíc v kontextu erotického vybuzení, tak dokáží vyvolat subjektivní prožitky mimořádné síly.
Positivně vnímaný prožitek erotické asfyxie pak může vést až ke vzniku těžké psychické závislosti na této velmi nebezpečné parafilii.